# Rhaphidostegium dallii
Rhaphidostegium dallii là một loài Rêu trong họ Sematophyllaceae. Loài này được Broth. & Geh. miêu tả khoa học đầu tiên năm 1900.